# Egil á Bø
Pour les articles homonymes, voir Bø.
Egil á Bø, né Egil Zachariasen le 2 avril 1974 à Eiði aux Îles Féroé, est un footballeur international féroïen, qui évoluait au poste de défenseur.

## Biographie

### Carrière en club
Avec les clubs de l'EB/Streymur et du B36 Tórshavn, Egil á Bø dispute 5 matchs en Ligue des champions, et 12 matchs en Ligue Europa.
Avec le B36 Tórshavn, il remporte une coupe des îles Féroé, mais surtout un titre de champion des îles Féroé. Puis avec l'EB/Streymur, il remporte quatre coupes, et deux titres de champion des îles Féroé.
Au cours de sa carrière de joueur, Egil á Bø dispute notamment 410 matchs en première division féroïenne, pour 70 buts inscrits.

### Carrière internationale
Egil á Bø compte 14 sélections et 1 but avec l'équipe des îles Féroé entre 2008 et 2010,.
Il est convoqué pour la première fois en équipe des îles Féroé par le sélectionneur national Jógvan Martin Olsen, pour un match amical contre le Portugal le 20 août 2008. Le match se solde par une défaite 5-0 des Féroïens. Il devient à 34 ans et 140 jours, le plus vieux joueur à débuter en sélection féroïenne.
Le 14 octobre 2009, il inscrit son seul but en sélection contre la Roumanie, lors d'un match des éliminatoires de la Coupe du monde 2010. Le match se solde par une défaite 3-1 des Féroïens.
Il reçoit sa dernière sélection le 8 octobre 2010 contre la Slovénie. Le match se solde par une défaite 5-1 des Féroïens.

## Palmarès
- Avec le B36 Tórshavn
  - Champion des îles Féroé en 2001
  - Vainqueur de la Coupe des îles Féroé en 2001

- Avec l'EB/Streymur
  - Champion des îles Féroé en 2008 et 2012
  - Vainqueur de la Coupe des îles Féroé en 2007, 2008, 2010 et 2011
  - Vainqueur de la Supercoupe des îles Féroé en 2011, 2012 et 2013

## Statistiques

### Buts en sélection
Le tableau suivant liste tous les buts inscrits par Egil á Bø avec l'équipe des îles Féroé.